# 里斯科 (密蘇里州)
里斯科（英語：Risco）是位於美國密蘇里州新馬德里縣的城市。

## 人口
根據2020年美國人口普查的數據，里斯科的面積為1.45平方千米，皆為陸地。當地共有人口286人，而人口密度為每平方千米197人。